# Amphilectus laxus
Amphilectus laxus är en svampdjursart som först beskrevs av Lawrence Morris Lambe 1892.  Amphilectus laxus ingår i släktet Amphilectus och familjen Esperiopsidae. Inga underarter finns listade i Catalogue of Life.